# سگریا
سگریا (به اسپانیایی: Segriá) یک منطقهٔ مسکونی در اسپانیا است که در استان لریدا واقع شده‌است. سگریا ۱٬۳۹۶٫۴ کیلومتر مربع مساحت و ۲۰۹٬۷۶۸ نفر جمعیت دارد.